# Раян Сікрест
Раян Джон Сікрест (англ. Ryan John Seacrest, нар. 24 грудня 1974 , Данвуді, Атланта, штат Джорджія) — американський теле- і радіоведучий, лауреат «Еммі», продюсер, актор. Постійний ведучий телевізійного шоу American Idol. Крім цього, є ведучим декількох програм на радіо і шоу на телеканалі ABC. Як актор грав телеведучого в серіалі «Беверлі-Хіллз, 90210».
За словами родичів, вже з раннього дитинства виявляв інтерес до виступів на публіці, в школі був диктором шкільного радіо. Зніматися на телебаченні почав з 1993 року. Найбільшу популярність тим не менш отримав не як актор, а як радіо - та телеведучий: у 2002 році погодився стати співведучим популярного реаліті-шоу American Idol, у 2003 році — його спін-оффу American Juniors; в січні 2004 року став ведучим програми American Top 40, а в лютому того ж року — власником станції KIIS FM. У серпні 2005 року був продюсером і співведучим телепередачі Dick clark's New year's Rockin' Eve. У січні 2006 року підписав контракт з американським телеканалом E!, погодившись вести там кілька телепередач. У тому ж році заснував власну компанію — Ryan Seacrest Productions.
У липні 2009 року підписав новий контракт на продовження роботи як ведучого American Idol вартістю в 45 мільйонів доларів, що зробило його найбільш високооплачуваним ведучим реаліті-шоу в історії; у квітні 2012 року вартість чергового контракту склала вже тільки 30 мільйонів.
Займається благодійністю. З квітня 2010 року по березень 2013 Сікрест зустрічався з Джуліанною Гаф, актрисою, співачкою і професійною танцівницею.